# Diego Johannesson
Diego Johannesson Pando, plus connu sous son surnom Diegui Johannesson, né le 3 octobre 1993 à Villaviciosa en Espagne, est un footballeur international islandais, qui évolue au poste d'arrière droit.

## Biographie

### Carrière en club
Diego Johannesson, né en Espagne d'une mère espagnole et d'un père islandais, commence sa carrière professionnelle en 2014 avec le Real Oviedo.
Il fait ses débuts en équipe première en coupe d'Espagne le 3 septembre 2014 contre le SD Amorebieta (victoire 4-0 d'Oviedo). Il joue 17 matchs lors de sa première saison, dont 13 en championnat. Il remporte la Segunda División B. 
La saison suivante, il fait ses débuts en Segunda División le 25 octobre 2015 lors de la 10e journée du championnat contre le SD Ponferradina. Il entre à la 54e minute de la rencontre, à la place de José Manuel Fernández (défaite 4-2 d'Oviedo). Il joue 18 matchs lors de sa deuxième saison.

### Carrière internationale
Diego Johannesson compte trois sélections avec l'équipe d'Islande depuis 2016,. 
Il est convoqué pour la première fois en équipe d'Islande par les sélectionneurs nationaux Lars Lagerbäck & Heimir Hallgrímsson, pour un match amical contre les États-Unis le 31 janvier 2016. Il entre à la 46e minute de la rencontre, à la place de Guðmundur Þórarinsson. Le match se solde par une défaite 3-2 des Islandais.

## Palmarès
Real Oviedo
- Champion d'Espagne de D3 en 2015

## Statistiques
| Saison                | Club                  | Championnat           | Championnat | Championnat | Coupe(s) nationale(s) | Coupe(s) nationale(s) | Islande | Islande | Total | Total |
| Saison                | Club                  | Division              | M.          | B.          | M.                    | B.                    | M.      | B.      | M.    | B.    |
| 2014-2015             | Real Oviedo           | Segunda División B    | 11+2        | 0           | 4                     | 0                     | -       | -       | 17    | 0     |
| 2015-2016             | Real Oviedo           | Segunda División      | 18          | 0           | -                     | -                     | 1       | 0       | 19    | 0     |
| 2016-2017             | Real Oviedo           | Segunda División      | 17          | 0           | 1                     | 0                     | -       | -       | 18    | 0     |
| 2017-2018             | Real Oviedo           | Segunda División      | 32          | 4           | -                     | -                     | 2       | 0       | 34    | 4     |
| 2018-2019             | Real Oviedo           | Segunda División      | 25          | 1           | -                     | -                     | -       | -       | 25    | 1     |
| Sous-total            | Sous-total            | Sous-total            | 105         | 5           | 5                     | 0                     | 3       | 0       | 113   | 5     |
| Total sur la carrière | Total sur la carrière | Total sur la carrière | 105         | 5           | 5                     | 0                     | 3       | 0       | 113   | 5     |